# 馬格努斯·約翰內森
馬格努斯·約翰內森（丹麥語：Magnus Johannesen，2002年2月2日—），生於奧爾堡，丹麥男子羽毛球單打運動員。

## 簡歷
馬格努斯·約翰內森的姨母梅特·凡達爾姆是前丹麥羽毛球運動員，曾在1999年世界羽毛球錦標賽奪得女子單打季軍。2020年，約翰內森因為在丹麥全國羽毛球錦標賽男子單打八強賽中以21－11、21－17擊敗名將安德斯·安東森而受到關注；同年進入國家菁英訓練營。
2022年4月，約翰內森在荷蘭國際賽男單決賽擊敗印尼選手科利克，奪得生涯個人賽事首冠。同年11月，在愛爾蘭公開賽男單決賽擊敗中華台北選手林俊易，獲得生涯個人賽事第二冠。
2023年4月，約翰內森在奧爾良大師賽準決賽以2比1（10-21、21-15、21-19）擊敗中國選手雷兰曦，生涯首度晉級世界巡迴賽決賽；決賽中，他以1比2（15-21、21-19、16-21）不敵印度選手普里揚舒·拉賈瓦特，收穫亞軍。

## 主要比賽成績
只列出曾進入準決賽的國際賽事成績：
| 年份   | 賽事                       | 公開賽級別 | 項目     | 成績   |
| ------ | -------------------------- | ---------- | -------- | ------ |
| 2018年 | 歐洲青年羽毛球錦標賽       | 其他       | 混合團體 | 亞軍   |
| 2019年 | 德國羽毛球國際賽           | 未來系列賽 | 男子單打 | 準決賽 |
| 2019年 | 拉脫維亞羽毛球國際賽       | 未來系列賽 | 男子單打 | 亞軍   |
| 2020年 | 歐洲青年羽毛球錦標賽       | 其他       | 混合團體 | 冠軍   |
| 2021年 | 立陶宛羽毛球國際賽         | 未來系列賽 | 男子單打 | 準決賽 |
| 2022年 | 葡萄牙羽毛球國際賽         | 國際系列賽 | 男子單打 | 準決賽 |
| 2022年 | 荷蘭羽毛球國際賽           | 國際系列賽 | 男子單打 | 冠軍   |
| 2022年 | 盧森堡羽毛球公開賽         | 國際系列賽 | 男子單打 | 亞軍   |
| 2022年 | 奧地利羽毛球公開賽         | 國際系列賽 | 男子單打 | 亞軍   |
| 2022年 | 意大利羽毛球國際賽         | 國際挑戰賽 | 男子單打 | 亞軍   |
| 2022年 | 愛爾蘭羽毛球公開賽         | 國際挑戰賽 | 男子單打 | 冠軍   |
| 2023年 | 奧爾良羽毛球大師賽         | 超級300賽  | 男子單打 | 亞軍   |
| 2024年 | 歐洲羽毛球男女子團體錦標賽 | 其他       | 男子團體 | 冠軍   |
| 2024年 | 丹麥羽毛球國際挑戰賽       | 國際挑戰賽 | 男子單打 | 準決賽 |
| 2025年 | 斯洛文尼亞羽毛球公開賽     | 國際系列賽 | 男子單打 | 準決賽 |
| 2025年 | 奧地利羽毛球公開賽         | 國際系列賽 | 男子單打 | 冠軍   |

| 2018-2026年 | 總決賽 | 超級1000賽 | 超級750賽 | 超級500賽 | 超級300賽 | 超級100賽 | 國際挑戰賽 | 國際系列賽 | 未來系列賽 | 其他 |

## 外部連結
- 馬格努斯·約翰內森在BWFBadminton.com（英语）
- 馬格努斯·約翰內森在BWF.TournamentSoftware.com（英语）
- 馬格努斯·約翰內森在Flashscore（英语）
- 馬格努斯·約翰內森的Instagram帳戶